# اورسک
شهر اورسک (به روسی: Орск) در کشور روسیه و در اوبلاست ارنبورگ واقع شده‌است.